# الدوري الزامبي الممتاز
دوري زامبيا الأول لكرة القدم هي مسابقة كرة القدم بين أندية زامبيا .
البطل الحالي هو نادي زاناكو.

## الفرق الحالية في الدوري
- زيسكو يونايتد
- نادي زاناكو
- نادي ريد أروس
- نادي كابوي ويراريوز
- لوساكا ديناموز
- غرين بافالوز
- موفوليارا واندرورز
- ناكامبلا ليوباردز
- كيتوي يونايتد
- بريزن ليوباردز
- غرين إيغلز
- نادي بويلديكون
- نادي ناكوازي
- فورست رينجرز
- نادي نابسا ستارز
- باور ديناموز
- نادي نكانا
- لوموانا رادينتس
- سيركيت سيتي
- ميسترو يونايتد زامبيا